# Ricardo Palacios
Ricardo López-Nuño Díez, conocido artísticamente como Ricardo Palacios (Reinosa, Cantabria, 2 de marzo de 1940-Madrid, 11 de febrero de 2015), fue un actor, director y guionista cinematográfico español.

## Trayectoria artística
Se graduó en la Escuela Oficial de Cinematografía de Madrid como actor y director. En sus primeras películas apareció acreditado como Ricardo López Nuño. Actor habitual en las coproducciones de las décadas de 1960 y 1970, se le pudo ver en bastantes Spaghetti Western y en westerns americanos filmados en tierras españolas. 
Fue también una presencia recurrente en la filmografía del director madrileño Jesús Franco, con el que rodó títulos como Cartas boca arriba, Fu Manchú y el beso de la muerte, Camino solitario, Juego sucio en Casablanca o Sola ante el terror. En televisión se recuerda especialmente su papel del policía municipal Barrilete en la serie Verano azul (1981).
Su filmografía como actor, entre producciones para el cine y la televisión, ronda en total el centenar y medio de títulos. Como realizador, cuenta en su haber con Mi conejo es el mejor (1982), drama erótico con Lina Romay y Emilio Linder, y ¡Biba la banda! (1987), comedia ambientada en la Guerra Civil Española y protagonizada por Alfredo Landa. Para la televisión, dirigió la serie La banda de Pérez en 1997.

### Fallecimiento
Tras pasar más de un mes ingresado por problemas cardíacos, Ricardo falleció el 11 de febrero de 2015 a causa de una insuficiencia cardíaca.

## Filmografía
- Poly et le mystère du château (1961) (serie de TV)
- Tengo 17 años (1964)
- Flor salvaje (1965)
- Historias para no dormir (1965-1966) (TV)
- La muerte tenía un precio, de Sergio Leone (1965)
- Doctor Zhivago (1965) (sin acreditar)
- Cartas boca arriba, de Jesús Franco (1966)
- Golfus de Roma, de Richard Lester (1966) (Eunuco)
- El regreso de los siete magníficos, de Burt Kennedy (1966)
- El bueno, el feo y el malo, de Sergio Leone (1966) (sin acreditar)
- Historia de la frivolidad (1967) (TV)
- El precio de un hombre, de Eugenio Martín (1967)
- Dinamita Joe, de Antonio Margheriti (1967)
- Cervantes, de Vincent Sherman (1967)
- Los siete de Pancho Villa, de José María Elorrieta (1967)
- El día de la ira, de Tonino Valerii (1967) (sin acreditar)
- Fu Manchú y el beso de la muerte, de Jesús Franco (1968)
- Flor salvaje, de Javier Setó (1968)
- Hasta que llegó su hora (Once Upon a Time in the West), de Sergio Leone (1968) (sin acreditar)
- La batalla del último panzer (1969)
- ¡Viva América! (1969)
- Las secretas intenciones (1970)
- El cóndor, de John Guillermin (1970)
- Capitán Apache, de Alexander Singer (1971)
- Nada menos que todo un hombre, de Rafael Gil (1971)
- El sobre verde (1971)
- Belleza negra, de James Hill (1971)
- Sol rojo (1971)
- Orgullo de estirpe (1971)
- La Araucana (película), de Julio Coll (1971)
- El hombre de Río Malo, de Eugenio Martín (1971)
- Diabólica malicia, de Andrea Bianchi (1972)
- Los fabulosos de Trinidad, de Ignacio F. Iquino (1972)
- Los Paladines (Serie TVE). , de Juan G. Atienza (1972)
- Un hombre llamado Noon, de Peter Collinson (1973)
- Ninguno de los tres se llamaba Trinidad, de Pedro Luis Ramírez (1973)
- Dick Turpin, de Fernando Merino (1974)
- El kárate, el colt y el impostor, de Antonio Margheriti (1974) (sin acreditar)
- Tres forajidos y un pistolero, de Richard Fleischer (1974)
- La llamada del lobo, de Gianfranco Baldanello (1975)
- Por la senda más dura, de Antonio Margheriti (1975)
- Más allá del deseo (1976)
- Último deseo, de León Klimovsky (1976)
- Del amor y de la muerte (1977)
- Uno del millón de muertos (1977)
- Viaje al centro de la tierra, de Juan Piquer Simón (1976)
- A la Legión le gustan las mujeres (...y a las mujeres les gusta la Legión), de Rafael Gil (1976)
- La perla negra (1977)
- Nido de viudas (1977)
- Los cántabros, de Jacinto Molina (1980)
- ...Y al tercer año, resucitó, de Rafael Gil (1980)
- Tierra de rastrojos, de Antonio Gonzalo (1980)
- El carnaval de las bestias, de Jacinto Molina (1980)
- Hijos de papá, de Rafael Gil (1980)
- ¡Tú estás loco, Briones!, de Javier Maqua (1981)
- El retorno del hombre lobo, de Jacinto Molina (1981)
- Carrera Salvaje, de Antonio Margheriti (1981)
- Verano azul, de Antonio Mercero (1981)
- Freddy, el croupier, de Álvaro Sáenz de Heredia (1982)
- Buscando a Perico, de Antonio del Real (1982)
- Las autonosuyas, de Rafael Gil (1983)
- Y del seguro... líbranos, Señor! de Antonio del Real (1983)
- Los blues de la calle Pop (Aventuras de Felipe Malboro, volumen 8), de Jesús Franco (1983)
- USA, violación y venganza, de José Luis Merino (1983)
- Camino solitario, de Jesús Franco (1984)
- La de Troya en el Palmar (1984)
- Leviatán (1984)
- Tex y el señor de los abismos (1985)
- Juego sucio en Casablanca, de Jesús Franco (1985)
- El caballero del dragón, de Fernando Colomo (1985)
- Lulú de noche (1986)
- Sola ante el terror, de Jesús Franco (1986)
- Clase media (1987) (serie de TV)
- Cómicos (1987) (serie de TV)
- ¡Biba la banda! de Ricardo Palacios (1987)
- El pecador impecable, de Augusto Martínez Torres (1987)
- El Lute: camina o revienta, de Vicente Aranda (1987)
- Esa cosa con plumas, de Óscar Ladoire (1988)
- Bajarse al moro, de Fernando Colomo (1989)
- El regreso de los mosqueteros, de Richard Lester (1989)
- Las cosas del querer (1989)
- Eva y Adán, agencia matrimonial (1990) (serie de TV)
- El rescate del talismán (1991) (concurso de TV)
- Aquí hay negocio (1995) (serie de TV)
- Un dólar por los muertos (1998) (película para TV)
- Antivicio (2001) (serie de TV)
- Héroes de cartón (2001)
- La marcha verde, de José Luis García Sánchez (2002)

### Director
- Mi conejo es el mejor (1982)
- ¡Biba la banda! (1987)
- Crónicas urbanas (1991) (serie de TV)
- La banda de Pérez (1997) (serie de TV)

### Guionista
- Dick Turpin (1974)
- Mi conejo es el mejor (1982)
- ¡Biba la banda! (1987)
- Habitación 503 (1993) (serie de TV)
- Serie negra, episodio La sombra del delator (1994) (serie de TV)
- La banda de Pérez (1997) (serie de TV)